# عين بيضة (السجع)
عين بيضة هو دُوَّار يقع بجماعة عين شقف، إقليم مولاي يعقوب، جهة فاس مكناس في المملكة المغربية. ينتمي الدوّار لمشيخة السجع التي تضم 21 دوار. يقدر عدد سكانه بـ 766 نسمة حسب الإحصاء الرسمي للسكان والسكنى لسنة 2004.

## روابط خارجية
- البوابة الوطنية للجماعات الترابية نسخة محفوظة 12 مارس 2018 على موقع واي باك مشين.
- المندوبية السامية للتخطيط